# Loboplusia vanderweelei
Loboplusia vanderweelei är en fjärilsart som beskrevs av Walter Karl Johann Roepke 1941. Loboplusia vanderweelei ingår i släktet Loboplusia och familjen nattflyn. Inga underarter finns listade i Catalogue of Life.